# Якобсдорф
Якобсдорф (нім. Jacobsdorf) — громада в Німеччині, розташована в землі Бранденбург. Входить до складу району Одер-Шпре. Складова частина об'єднання громад Одерфорланд.
Площа — 50,26 км2. Населення становить 1895 ос. (станом на 31 грудня 2020).

## Галерея

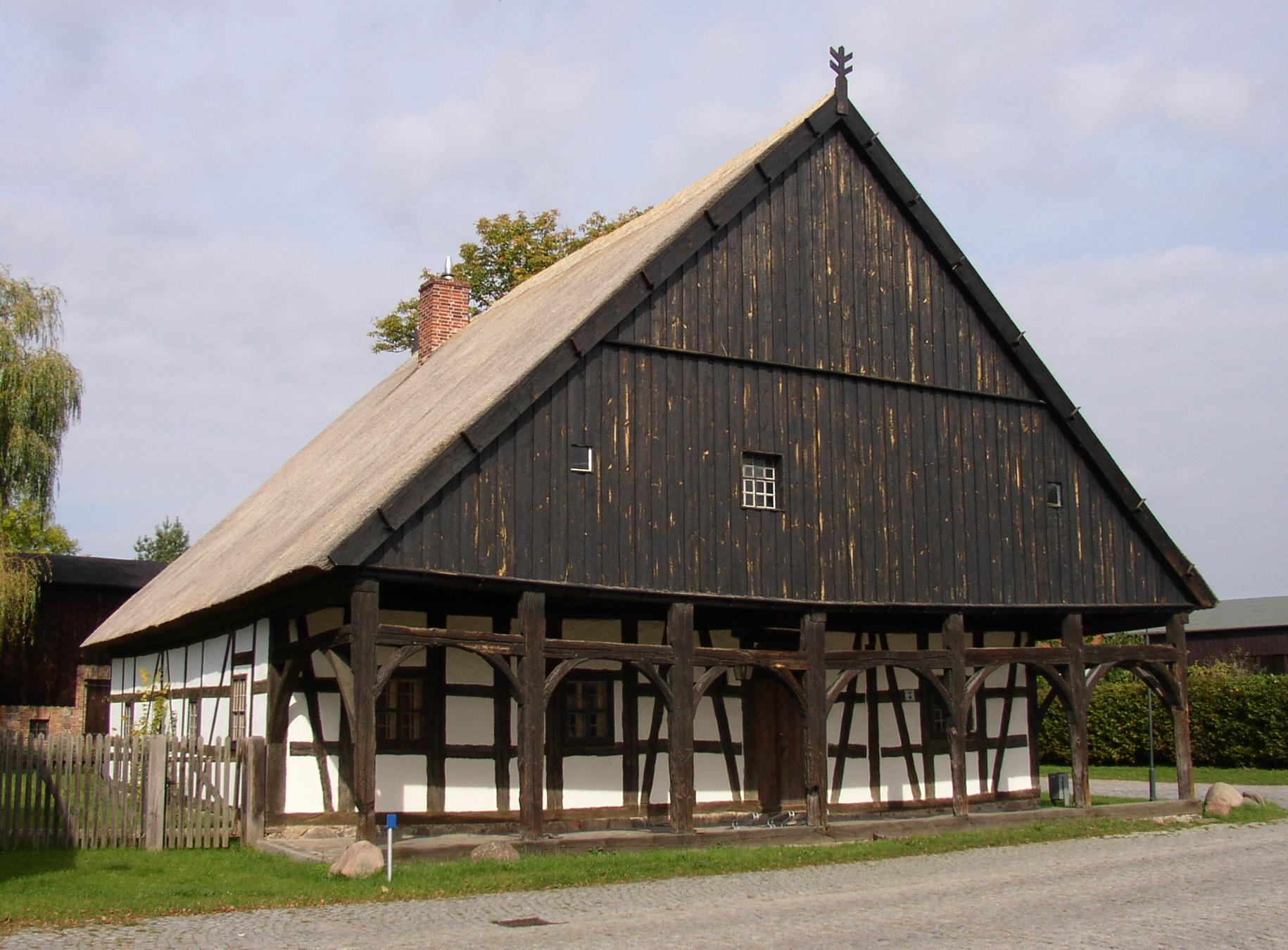